# Oedipus Aegyptiacus
Oedipus Aegyptiacus es el más importante libro sobre egiptología del sacerdote jesuita alemán Athanasius Kircher (castellanizado como Atanasio Kircher). Los tres tomos que componen la obra, llenos de ilustraciones y diagramas, se publicaron en Roma durante el período 1652-54. Kircher citó como sus fuentes la astrología caldea, la cábala hebrea, la mitología griega, las matemáticas pitagóricas, la alquimia árabe y la filología latina. 

## Jeroglíficos
El tercer volumen de Oedipus Aegyptiacus trata exclusivamente de los intentos de Kircher de traducir jeroglíficos egipcios. La fuente principal para el estudio de Kircher de los jeroglíficos fue la Tabla isiaca o Tabla bembina, llamada así por haber sido propiedad del cardenal Pietro Bembo desde poco después de 1527, y que se conserva actualmente en el Museo Egipcio de Turín. Es una tabla de bronce y plata que representa a varios dioses y diosas egipcios. En su centro se encuentra Isis que representa "la idea universal polimórfica que todo lo contiene".

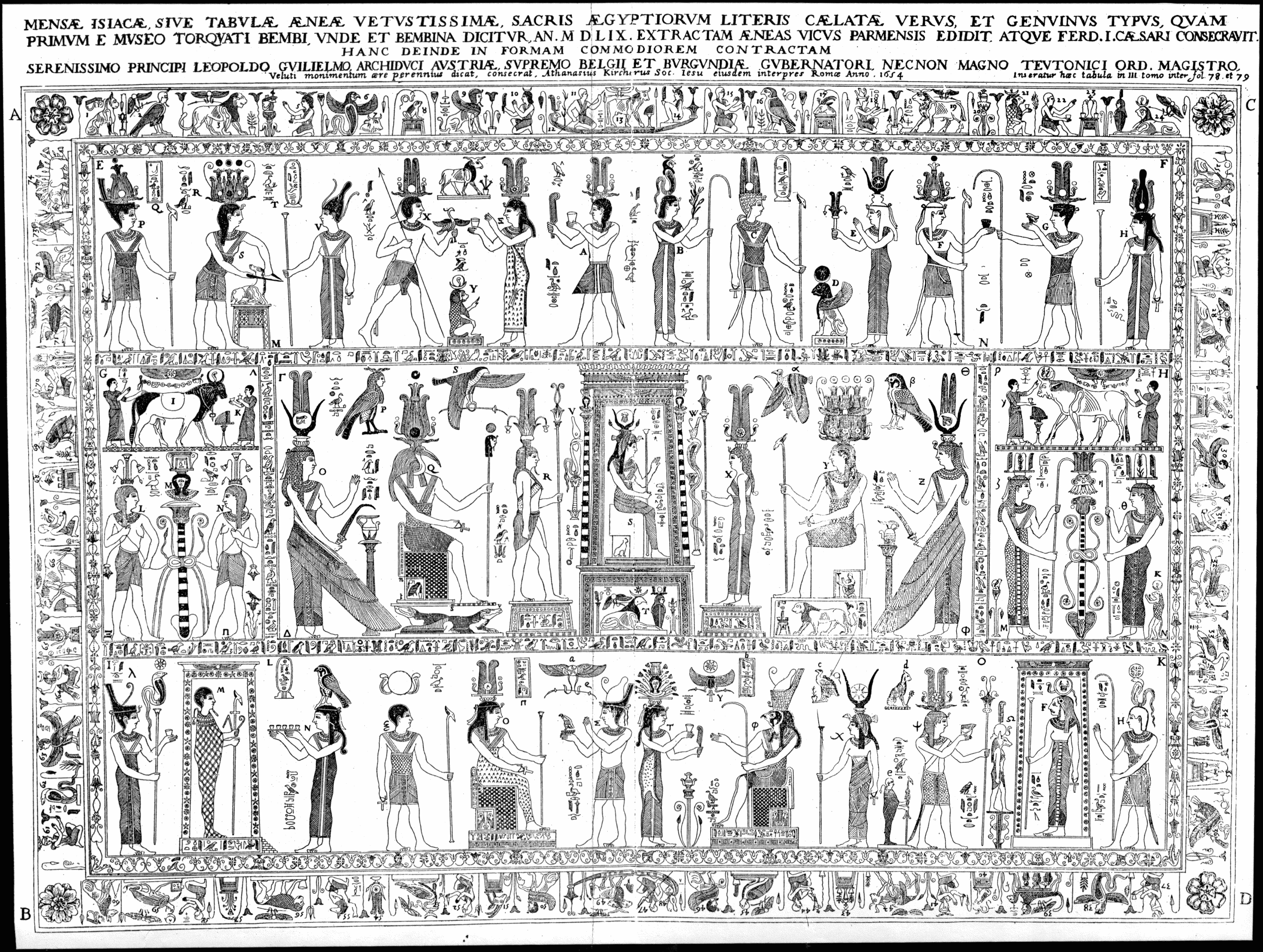
Reproducción de un grabado antiguo de la Tabla isíaca o bembina.

El Oedipus Aegyptiacus de Kircher es un ejemplo de erudición sincrética y ecléctica de la época del Barroco. Es representativo de las imaginativas extravagancias de los eruditos con inclinaciones herméticas anteriores a la era científica moderna. Sus interpretaciones de textos jeroglíficos tendían a ser prolijas y portentosas; por ejemplo, tradujo una frase frecuente en lengua egipcia antigua, ḏd Wsr, que quiere decir “dice Osiris”, como “La traición de Tifón termina en el trono de Isis, la humedad de la naturaleza está protegida por la vigilancia de Anubis”. Kircher fue respetado en el siglo XVII por su estudio de los jeroglíficos egipcios; por ejemplo, su contemporáneo Thomas Browne (1605-1682), propietario de varios libros de Kircher, incluido Oedipus Aegyptiacus, le rindió homenaje como egiptólogo y por su estudio de los jeroglíficos:  

Pero es probable que ningún hombre profundice en el océano de esa doctrina más allá de ese eminente ejemplo de industrioso aprendizaje, Kircherus [forma latina del nombre de Atanasio Kircher].

Por otro lado, los expertos modernos en escritura de jeroglíficos han encontrado que el trabajo de Kircher es de poco valor. De acuerdo con Ernest Wallis Budge : 

las traducciones que imprime [Atanasio Kircher] en su Oedipus Aegyptiacus son totalmente absurdas, pero como fueron presentadas en una lengua culta, muchas personas en ese momento creyeron que eran correctas.

El significado exacto de los jeroglíficos egipcios no se descifró hasta 1824 cuando Jean-François Champollion finalmente resolvió el acertijo a través de su estudio de la piedra Rosetta.